# Weiken Basin
Koordinaten: 70° 24′ S, 4° 0′ W
Das Weiken Basin (englisch) ist ein Seebecken in der Lasarew-See vor der Prinzessin-Martha-Küste des ostantarktischen Königin-Maud-Lands.
Benannt ist es seit 1997 auf Vorschlag des Vermessungsingenieurs und Glaziologen Heinrich Hinze vom Alfred-Wegener-Institut. Namensgeber ist der deutsche Geodät und Polarforscher Karl Weiken (1895–1983), Teilnehmer an der Grönlandexpedition (1930–1931) Alfred Wegeners.